# 62 a.C.

## Eventos

### Roma
- Décimo Júnio Silano e Lúcio Licínio Murena, cônsules romanos.
- Júlio César é eleito pretor.
- Suspeita de adultério da esposa de César com Públio Clódio Pulcro faz César pedir o divórcio; foi nesta ocasião que ele pronunciou a famosa frase "uma mulher casta não apenas deve não errar, mas não causar suspeita de erro".
- Construção da Ponte Fabrício, ligando uma pequena ilha do Rio Tibre.
- Quinto Cecílio Metelo Crético celebra seu triunfo sobre os cretenses.
- Retorno de Pompeu a Roma:
  - Catão, o Jovem, visita Pompeu em Éfeso e é honrado por este.
  - Pompeu passa em Lesbos e livra Mitilene de pagar impostos como agradecimento a Balbo Cornélio Teofânio, que é feito cidadão romano.
  - Em Rodes, Pompeio visita Posidônio.
  - Ao chegar na Itália, Pompeio dispensa suas tropas.
- Escauro, governador da Síria indicado por Pompeu, ataca a Arábia, e devasta o país, mas não chega até Petra. Antípatro, amigo do rei Aretas, foi enviado como embaixador por Escauro e negocia a paz em troca de trezentos talentos.

### Ásia
- Ariobarzanes Filorromano renuncia ao trono do Reino da Capadócia, passando o reino para seu filho, na presença de Pompeu.

## Mortes
- Lúcio Sérgio Catilina